# Любович Юрій Васильович
Ю́рій Васи́льович Любо́вич (нар. 7 листопада 1941, Кіровоград) — український хоровий диригент. Заслужений діяч мистецтв України (1993). Почесний громадянин Кіровограда (2005).

## Біографія
Юрій Любович народився 7 листопада 1941 року в Кіровограді. Батько Василь Павлович (1919—1997) працював інженером на заводі «Червона зірка», мати Олександра Іларіонівна (1920—2002) — викладачем середньої школи № 3. Сестра Любович Лариса Василівна — слідчий із 28-річним стажем роботи, нині відомий в області адвокат.
1958 року Юрій із золотою медаллю закінчив Кіровоградську середню школу № 3 і став працювати слюсарем на заводі «Червона зірка». У 1959—1963 роках навчався в Кіровоградському музичному училищі.
Після закінчення училища працював на Далекому Сході викладачем музичної школи в місті Комсомольськ-на-Амурі, від 1966 року — викладачем училища мистецтв міста Хабаровськ і художнім керівником Хабаровського молодіжного хору. 1970 року закінчив Одеську державну консерваторію імені Антоніни Нежданової по класу хорового диригування.
Від серпня 1971 року працює в Кіровоградському музичному училищі: спочатку завідувачем відділу хорового диригування, від вересня 1975 року — заступником директора з навчальної роботи, від січня 1981 року до 2004 року — директором училища.
1985 року з ініціативи Любовича в музичному училищі було відкрито кімнату-музей видатного композитора Кароля Шимановського.
Від 1978 року — художній керівник Кіровоградського міського камерного хору (нині муніципальний).
У грудні 1998 року Юрій Любович створив новий колектив — жіночий хор «PRIMA VISTA», який 1999 року здобув дві перемоги на міжнародних конкурсах: у місті Дармштадт (Німеччина) — «Срібний диплом», у місті Тампере (Фінляндія) — «Золота печатка». 2000 року Любовичем створено міський дитячий хор.
Юрій Любович — одним з ініціаторів започаткованого на Кіровоградщині Всеукраїнського фестивалю-конкурсу «Нейгаузівські музичні зустрічі», який з успіхом проходить з 1988 року.
У квітні 2001 року за проектом Юрія Любовича у Кіровограді відбувся перший фестиваль дитячого хорового співу «Золотий Орфей», у якому брали участь дитячі хорові колективи загальноосвітніх та дитячих музичних шкіл Кіровоградської, Черкаської та Дніпропетровської областей.
Любович є головою Кіровоградського відділення Фонду культури України, Кіровоградського відділення Міжнародного благодійного фонду Кирила Стеценка, ведучим телепрограми «Контрапункт», президентом Благодійного фонду підтримки хорового мистецтва в Кіровоградській області.
Дружина Євгенія Василівна (1947) — викладач музичного училища. Син Дмитро (1966—2001) — художник.
Юрій Васильович захоплюється вирощуванням квітів.

## Нагороди
5 травня 1993 року «за значний особистий вклад у розвиток і популяризацію українського мистецтва, високу професійну майстерність» надано звання «Заслужений діяч мистецтв України».
У зв'язку з 250-річчям Кіровограда відзначений знаком міської ради «За заслуги» (2004 рік).
Ухвалою 17-ї сесії четвертого скликання Кіровоградської міської ради від 6 вересня 2005 року Юрію Васильовичу Любовичу надано звання «Почесний громадянин Кіровограда».